# Stanisław Dembowski
Stanisław Dembowski herbu Jelita (ur. 8 marca 1763) – fligeladiutant Jego Królewskiej Mości z rangą pułkownika, podpułkownik i major 6 regimentu pieszego koronnego. Pułkownik batalionu strzelców w insurekcji kościuszkowskiej. Członek loży wolnomularskiej Bracia Polacy Zjednoczeni.

## Życiorys
Był synem Stefana, kasztelana czchowskiego i Ewy z Tarłów. Żonaty z Ludwiką z Borzęckich. Miał syna Antoniego Sebastiana.
Służbę wojskową rozpoczął od stanowiska kadeta w gwardii pieszej koronnej. Po kilku miesiącach kupił chorążostwo, a później porucznikostwo w 1 regimencie pieszym koronnym. Później awansował na kapitana i jako adiutant pełnił służbę przy boku gen. lejtn. Jana Komarzewskiego. 13 czerwca 1789 został majorem i w tym stopniu przeszedł do 6 regimentu pieszego łanowego. Po 7 miesiącach otrzymał awans na podpułkownika. Kampanię 1792 odbył na czele II batalionu 6 regimentu. Walczył między innymi pod Ostrogiem i Dubienką. W obozie pod Kozienicami prosił o abszyt, ale go nie otrzymał i opuścił regiment jako urlopowany. Po wybuchu powstania zrezygnował ze służby w 6 regimencie i w obozie pod Bosutowem podjął się organizowania batalionu strzelców.